# Turtur brehmeri
Turtur brehmeri là một loài chim trong họ Columbidae.